# Can We Go Back
「Can We Go Back」為2010年1月20日發行之日本歌手倖田來未的46th單曲。為第1張十週年紀念單曲。

## 附註
- 與前作相隔約四個月發行，與2008年發行的「stay with me」相隔約一年的1A面單曲。

- 本作為新專輯「BEST～third universe～ & 8th AL "UNIVERSE"」的先行單曲，採完全限量生產單曲形式發行，也是2010年倖田來未邁向10周年的第一彈單曲，側標有10周年紀念圖。

- 「Can We Go Back」為music.jp 電視廣告曲、向達倫大冒險電影日本形象曲。

- 「Good☆day」為SOGO‧西武「冬市」廣告曲。

- 本作品的封面，是截取音樂錄影帶影像製成照片而成的，原本早在別的日子已經完成封面的拍攝。但是拍攝音樂錄影帶時，攝影師將其中一幕影像輸出到電腦銀幕上，看到之後的倖田來未決定要變更封面。[1]

## 發行版本
- CD＋DVD
  - 台灣版、香港版僅推出此版本
- CD ONLY

## 曲目

### CD
1. Can We Go Back
作詞：Kumi Koda, Adam Watts, Andy Dodd, Shanna Crooks
歌詞中描寫了倖田來未鞭策著就要放棄那個習慣認輸的自己一般，高聲吶喊「不要放棄!」的姿態。[1]
2. Good☆day
作詞：Kumi Koda 作曲：Yuta Nakano
歌詞描寫了「想立刻奔向，最愛的人身邊」這樣的戀愛心情與悸動，曲調由雀躍轉變為閃亮的感覺。[1]
3. Can We Go Back （Instrumental）
4. Good☆day （Instrumental）

### DVD
1. Can We Go Back （Music Video）
2. Can We Go Back （Making Video）

## 資料來源
1. 1 2 3  . avex. 2010-01-22  [2010-01-27]. （原始内容存档于2012-07-19）.